# Félix du Temple
Jean-Marie Félix du Temple de la Croix (Lorris, 18 de julho de 1823 – Paris, 03 de novembro de 1890), normalmente conhecido apenas como Félix du Temple foi um oficial de marinha francês e inventor, nascido numa antiga família normanda.

## Na aviação

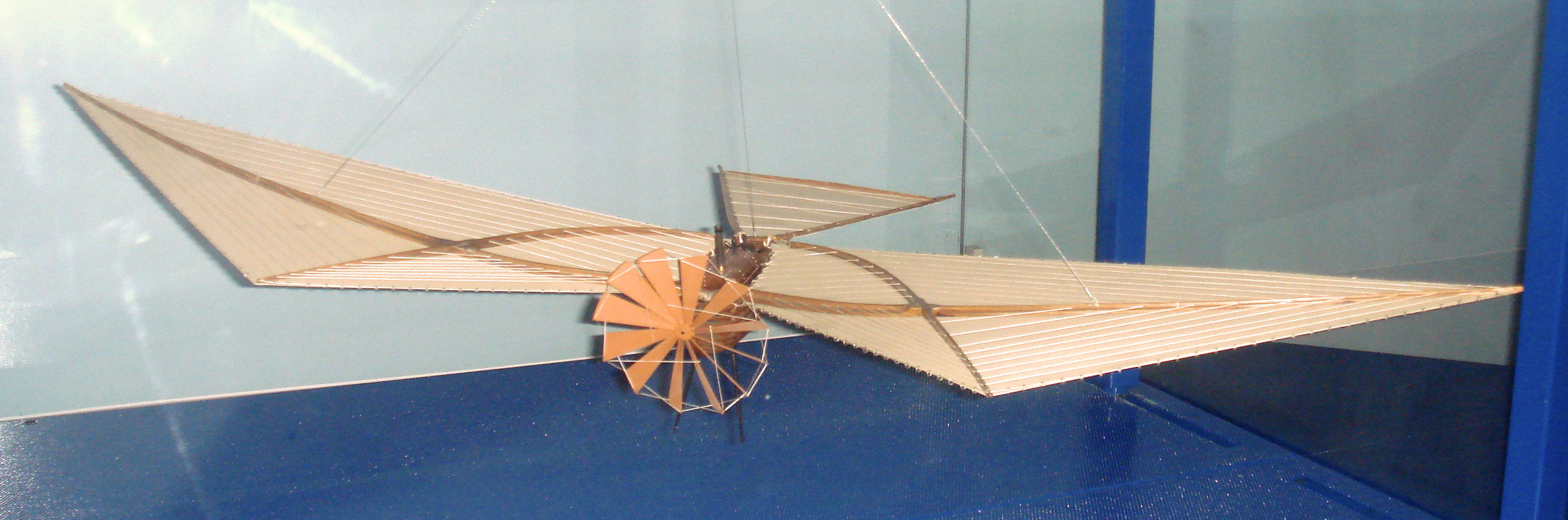
Modelo da máquina voadora de Félix du Temple no Musée de l'Air et de l'Espace.

Félix du Temple desenvolveu algumas das primeiras máquinas voadoras: desde um trabalho conjunto com John Stringfellow em 1848, passando pelo voo de um modelo em escala motorizado em 1857 (tido como o primeiro de toda a história da aviação), até o voo muitas vezes creditado como sendo o primeiro voo tripulado numa aeronave mais pesada que o ar em 1874, vinte e nove anos antes do primeiro voo atribuído aos irmãos Wright.
Ele foi contemporâneo de Jean-Marie Le Bris, um outro pioneiro de voo francês que atuava na mesma região da França.
Félix du Temple patenteou o projeto de sua máquina voadora em 1857.